# Louie Betton
Louie Betton (* 29. Dezember 2001 in Berlin) ist ein deutsch-dänisch-australischer Fernseh- und Filmschauspieler.

## Biographie
Betton wurde in Berlin als Sohn dänischer und australischer Eltern geboren. Mit 11 Jahren spielte er seine erste große Rolle als Michael Raskow in dem Krimi Rosa Roth – Der Schuss (2012). Es folgten Binny und der Geist (Disney, 2013), Mein gebrauchter Mann (Constantin Films, 2015) und eine regelmäßige Rolle als Kaleb, der Sohn der Hauptkommissarin Nina Rubin (gespielt von Meret Becker) in dem Berliner TATORT von 2015 bis 2017.

## Filmographie
| Jahr | Titel                   | Rolle          | Produktion       | Hinweise          |
| ---- | ----------------------- | -------------- | ---------------- | ----------------- |
| 2012 | Rosa Roth, Der Schuss   | Michael Raskow | ZDF              | Serie             |
| 2013 | Löwenzahn               | Moritz         | ZDF              | Serie             |
| 2013 | Binny und der Geist     | Oskar          | Disney           | Serie             |
| 2015 | Mein Gebrauchter Mann   | Vincent        | Constantin       | Fernsehfilm       |
| 2015 | Tatort, Das Muli        | Kaleb          | Eikon Media      | Serie             |
| 2015 | Tatort, Ätzend          | Kaleb          | Weidemann & Berg | Serie             |
| 2016 | Tatort, Wir-Ihr-Sie     | Kaleb          | Zeigler Film     | Serie             |
| 2016 | Tatort: Dunkelfeld      | Kaleb          | Eikon Media      | Serie             |
| 2016 | Familie Dr. Kleist      | Sven Kämper    | Polyphon         | Serie             |
| 2017 | Tatort: Amour Fou       | Kaleb          | REAL Film Berlin | Serie             |
| 2017 | Tatort, Meta            | Kaleb          | Weidemann & Berg | Serie             |
| 2017 | Jungle Book             | Mowgli         | Tingleff         | Bühnenmusical     |
| 2018 | Hey Siri                | Louie          | Join the Plot    | Kurzfilm          |
| 2019 | Magda macht das Schon   | Thorge         | RTL              | Serie             |
| 2019 | Soko Leipzig            | Joscha         | ZDF              | Serie             |
| 2019 | Tod von Freunden        | Mike           | ZDF              | Serie             |
| 2020 | Morden im Norden        | Milan Martens  | NDF              | Serie             |
| 2020 | Notruf Hafenkante       | Lars Hinrichs  | Letterbox Films  | Serie             |
| 2020 | August                  | Karl           | Noah Productions | Kurzfilm          |
| 2021 | Letzte Spur Berlin      | Finn Berger    | Odeon Fiction    | Serie             |
| 2022 | Old People              | Alex           | Netflix          | Kino- und TV-Film |
| 2022 | August                  | Karl           |                  | Kurzfilm          |
| 2023 | Morgen irgendwo am Meer | Julian         | Indi             | Kino-Film         |